# Chiesa di San Michele (Terre di Pedemonte)
La chiesa parrocchiale di San Michele è un edificio religioso che si trova a Cavigliano, frazione di Terre di Pedemonte in Canton Ticino. 

## Storia
La costruzione originaria è di origine tardomedievale, ma nel corso dei secoli è stata rimaneggiata in modo sostanziale fino ad assumere l'aspetto visibile oggigiorno; ad esempio nel 1709 venne costruito il coro quadrato e vennero edificate due cappelle laterali.

## Descrizione
La chiesa si presenta con una pianta a unica navata sormontata da una volta a botte. La decorazione interna è stata realizzata nel 1875 da Giovanni Antonio Vanoni ed Agostino Balestra.